# Giovanny Urshela
Giovanny Urshela (né le 11 octobre 1991 à Carthagène des Indes, Bolívar, Colombie) est un joueur de troisième but des Indians de Cleveland de la Ligue majeure de baseball.

## Carrière
Giovanny Urshela signe son premier contrat professionnel en juillet 2008 avec les Indians de Cleveland.
Il participe avec l'équipe de Colombie au tournoi de qualification à la Classique mondiale de baseball 2013.
Il fait ses débuts dans le baseball majeur avec Cleveland le 9 juin 2015 face aux Mariners de Seattle.